# 후안 다리엔소

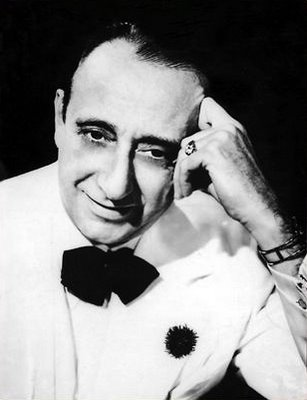

후안 다리엔소(Juan d'Arienzo, 1900년 12월 14일 ~ 1976년 1월 14일)는 지휘자·바이올린 주자·작곡가이다.

## 생애
다리엔소는 1900년 12월 14일에 태어나 '리듬의 왕'이라는 애칭으로 불렸던 인기연예인이다. 8세 때부터 바이올린을 배우기 시작한 뒤 마스카니에게 사사, 13세 때는 이미 바이올린 주자로서 데뷔할 정도였다. 그 후 재즈 밴드 등에서 일한 적도 있으나 1925년에 다시 탱고계로 전향하였다. 1928년에는 자기 악단을 결성, 독특한 리듬을 강조한 산뜻한 연주 스타일로 인기를 높였다. '피아노의 마술사'라는 애칭을 듣는 로돌포 비아히를 피아노 주자로 맞은 뒤부터 이 악단의 명성은 급상승하여 제1급의 악단이 되었다. 이후 피아노에 플르비오 사라만카를 맞아 1956년에 악단의 대개혁을 꾀하였고 다시 피아노에 판 포리토를 맞아들이기도 하였다. 고전적인 곡을 레퍼토리로 삼았으나 만년에는 유행곡도 많이 연주하였으며 이것 역시 세대의 변화와 함께 탱고의 변천을 나타내는 것이라 하겠다. 작품으로는 <엘 비노 토리스 테>, 작곡가로서의 명성을 얻은 <파시엔시아> 등이 있다.